# メル・トム
メル・トム（Mel Thom. あるいはメルヴィン・トム（Melvin Thom）、1938年7月28日 - ） は、アメリカインディアンの民族運動家。

## 来歴
メル・トムは、ネバダ州シュルツのウォーカー川インディアン保留地で、パイユート族インディアンとして生まれた。
トムはイェリントンのライアン郡高校を卒業した後、ブリガムヤング大学で土木工学を学んだ。彼はブリガムヤング大学のインディアン学生の互助クラブ「たくさんの羽根のクラブ」の代表を務めた。
1961年、全米のインディアン部族の議長会議である「アメリカインディアン国民会議」（NCAI）の全国大会が、1961年にシカゴで開かれ、メルもパイユート族の若者としてこれに参加した。この会議で、合衆国のインディアン部族に対する「絶滅政策」に対する対策方針が議論されるなか、「保守的」と言われる「NCAI」の代表者たちはあくまで合衆国議会でのロビー活動を主体とした要求提案を掲げ、デモや直接行動を嫌うその運動方針を提示した。合衆国の傀儡にすぎない部族会議議長たちの、この相も変わらない運動方針に対して、メル・トムやクライド・ウォーリアー（ポンカ族）といったインディアンの若者たちが反対意見を表明し、「若者は声を挙げるべきだ」として、独自の活動を始めた。
1960年代、アメリカ合衆国は次々とインディアン部族の解消方針を議会に上程して、インディアン部族との条約関係を打ち切り、100を超えるインディアン部族を「絶滅」扱いとしていた。数多くのインディアンたちが保留地を奪われて路頭に迷い、都市部のスラムに住まざるを得なかった。クライド・ウォーリアーの出身部族であるポンカ族も、この合衆国の民族浄化施政の中で「絶滅」させられた最後の部族だった。
シカゴの会議の後、メル・トムやハーブ・ブラッチフォード（ナバホ族）、シャーリー・ヒル・ウィット（モホーク族）、マリー・ナカニ（ウィンネバーゴ族）、ビビアン・ワンフェザー（ナバホ族）らインディアンの若い男女は自分たちを「シカゴ評議会の若者会議」と名乗り、その夏に、ニューメキシコ州のギャラップで「全米インディアン若者会議」（NIYC）を結成した。またのちにウォーカー川インディアン部族会議の議長となっている。
メルとクライドは「NIYC」の中心人物となり、「過激」と言われた数々の抗議運動を実行した。ブリガム・ヤング大学での経験が組織運動に役立ったといい、後にメルは「NIYC」の抗議運動について「大学で学んだ訓練と知的な技術を、これらのラジカルな抗議行動と同じくらいに誇りに思っている」と語っている。メルは同時期の黒人たちの公民権運動が「ブラック・パワー」と呼ばれていることに引っかけて、彼らの直接抗議運動を「レッド・パワー」と呼んだ。